# Dionisio Cappelli
Dionisio Cappelli (Amatrice, 4 gennaio XV secolo – Milano, 1º gennaio XVI secolo) è stato un pittore italiano, figlio di Francesco Cappelli.

## Vita e opere
La biografia di questo pittore è quasi completamente ignota. Le prime informazioni risalgono alla fine della prima metà del XV secolo, tra il 1471 ed il 1472, quando fu eretto il santuario della Chiesa di Santa Maria di Filetta nel luogo del ritrovamento di un miracoloso cammeo della Madonna in una villa d'Amatrice. A quel tempo Cappelli era già un artista affermato nel territorio amatriciano e veniva chiamato per affrescare parte degli interni di edifici consacrati. Il suo nome è noto nonostante le scarse informazioni sulla sua persona e sulla sua vita perché nel 1508 lasciò la propria firma nel Santuario dell'Icona Passatora.
Nel corso della sua attività lavorò in molte ville del comune di Amatrice ed eseguì affreschi anche a Colle d'Arquata, in provincia di Ascoli Piceno, unico paese della Valle del Tronto dove la sua arte è ancora presente e rimasta nella storia della civiltà rurale. Le sue opere principali sono le immagini dell'Icona Passatora e l'Annunciazione conservata nella chiesa di Sant'Agostino di Amatrice (1494), sebbene la paternità di questa immagine non è certa.
Tra il 1511 e il 1514 realizzò i dodici pannelli con la vita di sant'Antonio Abate che ornano l'omonima chiesa di Cornillo Nuovo; la firma è di Dionisio, ma lo stile è ormai deteriorato e lontano dai fasti giovanili. L'ultima opera è probabilmente il ciclo di quattordici figure di Colle d'Arquata, conservata all'interno della chiesa di San Silvestro. Da questo momento si perdono le tracce del pittore, rimasto nell'oblio per secoli, fino al Novecento, quando D. Augusto Di Carlo ne scopre la firma tra gli affreschi dell'Icona Passatora, che fino ad allora erano stati attribuiti a Nicola Filotesio, più noto come Cola D'Amatrice.

## Stile
Probabilmente non ebbe un vero e proprio maestro, ma la sua vena artistica fu stimolata dall'attività di Campilio da Spoleto, conosciuto anche come Campilio Bernardino da Spoleto, che probabilmente lavorò nel Santuario dell'Icona Passatora, e di Pier Paolo da Fermo, che operò alla chiesa di Filetta.
La pittura di Cappelli è fortemente influenzata da quella umbro-toscana e forse è stato un punto di riferimento per la scuola abruzzese. Soprannominato «maestro di Cola», a rimarcarne l'importanza per gli artisti della zona venuti dopo di lui, è stato legato al linearismo ed ha interpretato lo stile rinascimentale in maniera originale. Ha avuto una forte predilezione per i volti dei personaggi mentre il resto era quasi trascurabile; le sue raffigurazioni sono quasi sempre frontali e rigide.
Il suo tratto e la sua mano sono riconoscibili dallo schema fisso che riproduceva nei volti, nelle decorazioni, nel panneggio delle vesti e nella forma delle lettere che impiegava per le iscrizioni. Dipingeva con l'uso della tempera unita al latte ed al tuorlo d'uovo, un composto che con il passare del tempo tende a sbiadire ed ha determinato la perdita delle vivide tonalità originarie di alcune pitture. Padroneggiava bene la tecnica dell'affresco, ma impiegava una varietà piuttosto limitata di colori, ottenuti con l'impiego di terre macinate sempre prive di oro. Per conferire l'effetto dorato utilizzava una miscela a base di rame. Per le iscrizioni si avvaleva del colore nero e dei caratteri grafici dell'alfabeto gotico, mentre apponeva la sua firma in stile rinascimentale.

## Elenco opere
- Affreschi del santuario dell'Icona Passatora, Ferrazza (1508)
- Ciclo pittorico affrescato datato 1511, composto da 14 figure, della Chiesa di San Silvestro di Colle d'Arquata del Tronto
- Dodici pannelli con la vita di sant'Antonio Abate, Chiesa di Sant'Antonio a Cornillo Nuovo (1511-1514)